# Galeodes philippovi
Espèce
Synonymes
- Galeodellus philippovi Birula, 1941

Galeodes philippovi est une espèce de solifuges de la famille des Galeodidae.

## Distribution
Cette espèce est endémique du Yémen. Elle se rencontre vers Al-Hodeïda.

## Publication originale
- Birula, 1941 : Contribution to the fauna of Solifugae of Yemen, Arabia. Archives du Musée Zoologique de l’Université de Moscou, vol. 6, p. 245–258.